# Quinto al Mare

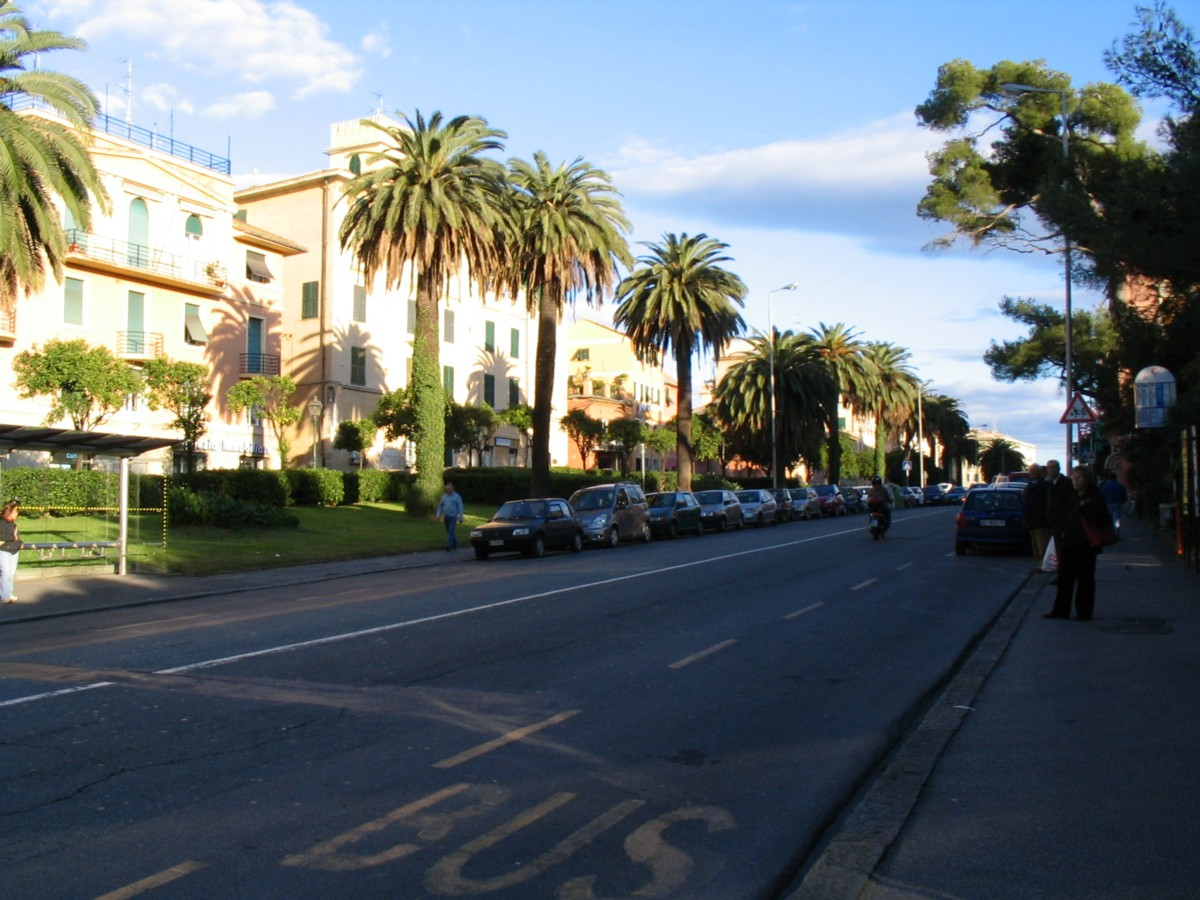
Der Lungomare von Quinto

Quinto al Mare oder auch einfach Quinto ist ein Stadtviertel der italienischen Hafenstadt Genua. Das Viertel liegt im Osten der Stadt, gleich nach dem Stadtteil Quarto dei Mille, von dem 1860 der General Giuseppe Garibaldi mit dem Zug der Tausend aufgebrochen war. Östlich von Quinto liegt das Viertel Nervi. Alle drei Stadtteile liegen direkt am Ligurischen Meer und werden im Hinterland durch die Gebirgsausläufer des Apennins begrenzt.
Auf der Verwaltungsebene zählt Quinto zu dem Munizip IX Levante und gehörte bis 1997 zu dem Bezirk Nervi-Quinto-Sant’Ilario. Die Einwohnerzahl beläuft sich auf 8857.
Quinto verfügt über einige der renommiertesten Strandbäder der ligurischen Hauptstadt. Außerdem befinden sich in dem Stadtviertel typische Restaurants, die Spezialitäten der ligurischen Küche anbieten.